# 楊平警察署
楊平警察署（ヤンピョンけいさつしょ）は、京畿地方警察庁所管の警察署である。

## 管轄区域
- 楊平郡

## 沿革
- 1945年10月21日 -国立警察開設とともに、京畿道警察部傘下の警察署として開所。

## 管轄派出所
- 楊根派出所
- 楊東派出所
- 龍門派出所
- 丹月派出所
- 青雲派出所
- 砥平派出所
- 楊西派出所
- 西宗派出所
- 玉泉派出所
- 介軍派出所
- 江下派出所